# Marco Lombardo (politico)
Marco Lombardo (Locri, 2 gennaio 1981) è un politico italiano, dal 13 ottobre 2022 senatore della Repubblica.

## Biografia
Nato il 2 gennaio 1981 a Locri, originario di Martone, entrambe nella provincia di Reggio Calabria, dove ha vissuto e studiato fino all’età di 18 anni per poi trasferirsi a Bologna, dove lavora come avvocato dal 2007.
Laureato con 110 summa cum laude in Giurisprudenza (2004), Master per Giuristi Internazionali (2005), Lombardo ha conseguito il doppio titolo di Dottore di ricerca in diritto dell'Unione europea presso l’Università di Bologna e l’Università di Strasburgo nel 2010.
Aderente al Partito Democratico (PD) dal 2009, è stato brevemente vicesegretario cittadino di Bologna (da agosto 2014 a febbraio 2015) e assessore al lavoro del comune nella seconda giunta comunale di Virginio Merola.
Nel 2012 è stato nominato nella segreteria provinciale del PD di Bologna come Responsabile Europa e Relazioni internazionali, prima, e con le deleghe alla comunicazione, energia ed ambiente dopo.
Nel 2021, dopo le primarie del centro-sinistra a sindaco di Bologna, in cui sostenne la sindaca di San Lazzaro di Savena Isabella Conti di Italia Viva, abbandona il PD e aderisce ad Azione di Carlo Calenda, dove diventa segretario provinciale e Responsabile nazionale dei fondi europei.
Alle elezioni politiche anticipate del 2022 viene candidato al Senato della Repubblica, per la lista elettorale Azione - Italia Viva sia nel collegio uninominale Emilia-Romagna - 03 (Bologna) che nel collegio plurinominale Lombardia - 02 in terza posizione, risultando eletto deputato nel plurinominale, mentre nell'uninominale viene superato dai candidati del centro-sinistra Pier Ferdinando Casini (che sarà eletto), del centro-destra Vittorio Sgarbi e del Movimento 5 Stelle Fabio Selleri. Nella XIX legislatura è segretario della 4ª Commissione Politiche dell'Unione europea e del gruppo parlamentare "Azione - Italia Viva - Renew Europe" al Senato.
Il 31 maggio 2023 lancia una "provocazione" tramite un discorso fatto a Palazzo Madama, scritto dall'intelligenza artificiale ChatGPT, per rilanciare il relativo tema e l’attenzione delle istituzioni su un’evoluzione tecnologica.
Nel novembre 2024 sostituisce Giusy Versace come Segretario d'Aula.